# Жайворонок крихітний
Жа́йворонок крихітний (Alaudala raytal) — вид горобцеподібних птахів родини жайворонкових (Alaudidae). Мешкає в Південній Азії.

## Опис

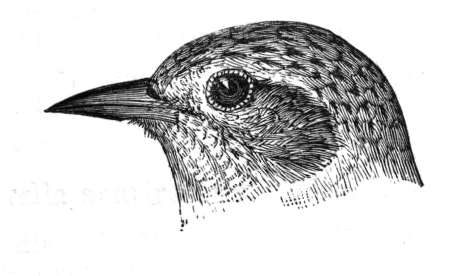
Голова крихітного жайворонка

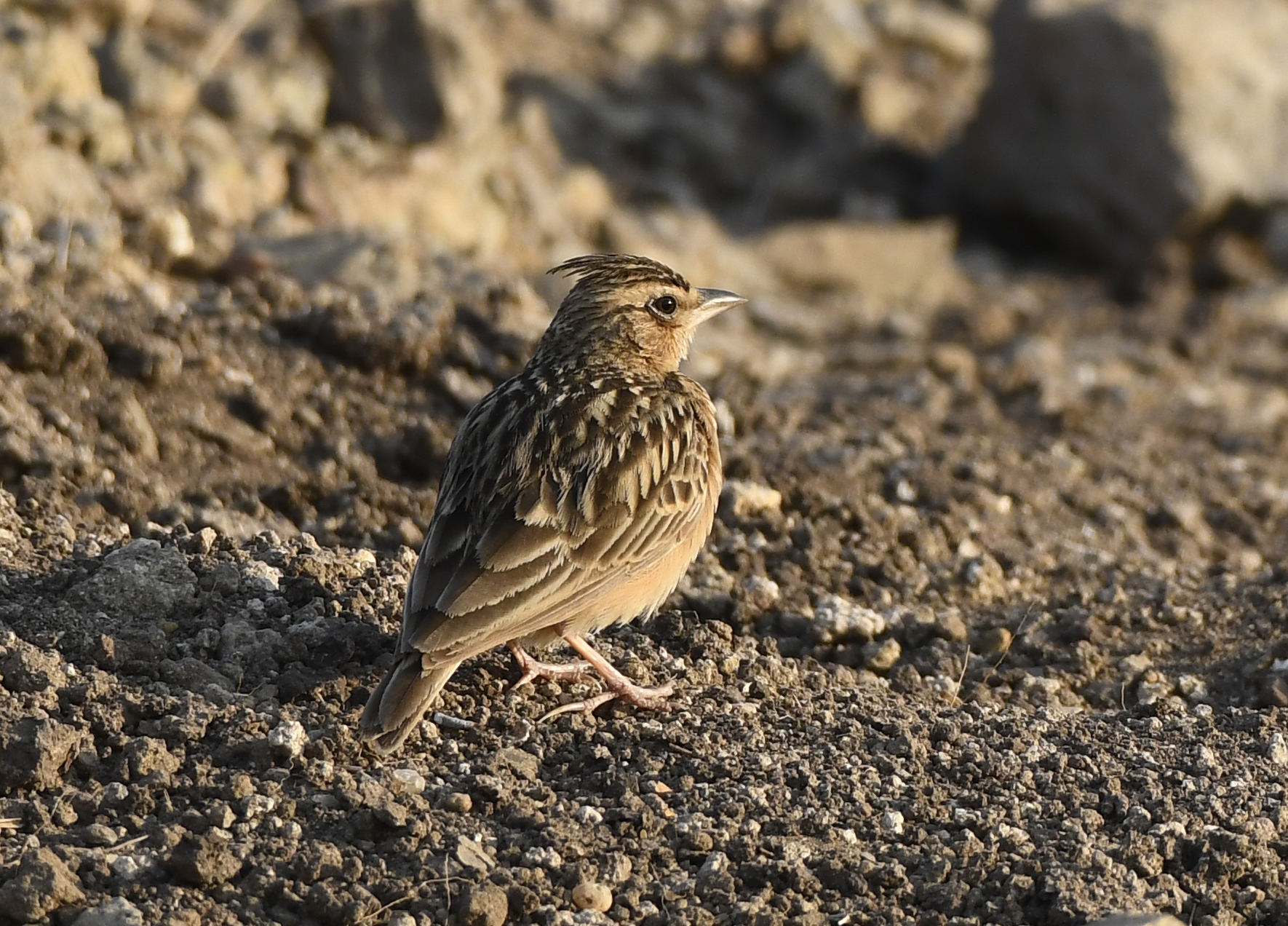
Крихітний жайворонок (підвид A. r. krishnakumarsinhji, Джамнагар, штат Гуджарат, Індія)

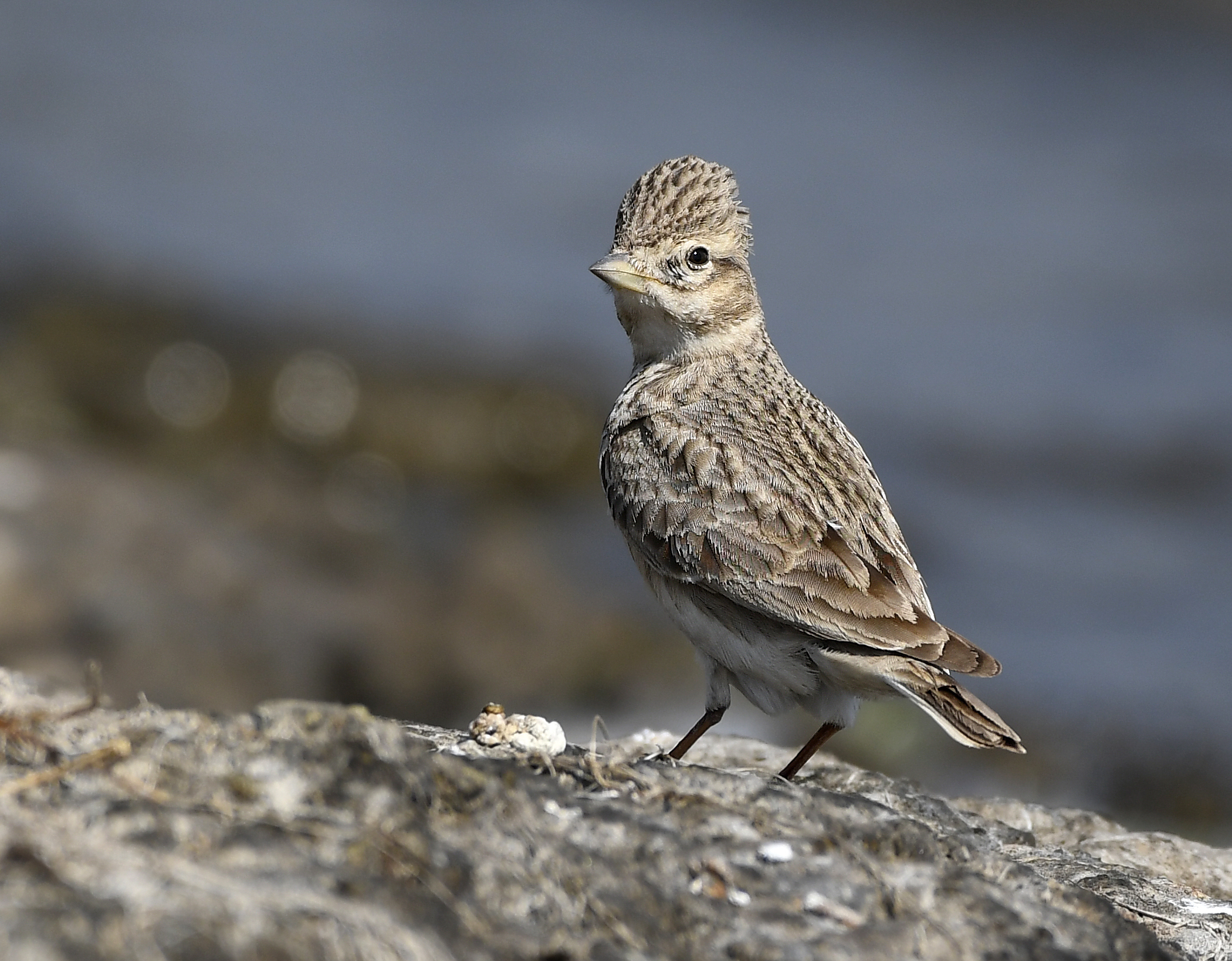
Крихітний жайворонок (Джамнагар, штат Гуджарат, Індія)

Довжина птаха становить 12-13 см, вага 18-19 г. Довжина хвоста становить 48-56 мм, довжина дзьоба 11-13 мм. Виду не притаманний статевий диморфізм. Верхня частина тіла тьмяно-коричнювато-сіра, легко поцяткована темними смужками, на тімені і плечах вони більш виражені. Верхні покривні пера хвоста світліші за спину, стернові пера бурувато-чорні, крайні стернові пера мають білі краї. Пера на тімені можуть ставати дибки при збудженні. Навколо очей світлі кільця, через очі ідуть вузькі темні смуги. Нижня частина тіла біла або кремово-біла, груди легко поцятковані темними смужками. 
У представників підвиду A. r. krishnakumarsinhji верхня частина тіла більш сіра, смуги на верхній частині і грудях у них більш виражені. Представники підвиду A. r. adamsi є білдішими за представників номінативного підвиду. Дзьоб у західних популяцій найбільш короткий і тупий, а у східних популяцій — більш довгий і загострений.

## Підвиди
Виділяють три підвиди:.
- A. r. adamsi (Hume, 1871) — прибережні райони на південному сході Ірану, Пакистан, північний захід Індії;
- A. r. raytal (Blyth, 1845) — Індо-Гангська рівнина на півночі центральної Індії, півдні Непалу і Бутану та в Бангладеш, також на заході М'янми;
- A. r. krishnakumarsinhji (Vaurie & Dharmakumarsinhji, 1954)[8] — півострів Катхіавар на північному заході Індії.

## Поширення і екологія
Крихітні жайворонки мешкають в Ірані, Пакистані, Індії, Непалі, Бутані, Бангладеш і М'янмі, трапляються на сході Афганістану. Вони живуть на піщаних мілинах на берегах річок, місцями порослих травою, на річкових островах, на прибережних дюнах і на сухих мулистих мілинах. Зокрема, вони зустрічаються на берегах річок Інд, Ганг, Брахмапутра, Іраваді, Чиндвін, рідше на берегах Нармади. 
Крихітні жайворонки зустрічаються поодинці, парами або невеликими розрідженими зграйками. Живляться насінням трав і комахами. Гніздяться з лютого по травень. в цей період самці виконують видовищні демонстраційні польоті, підіймаючись на висоту 30 м над землею, при цьому співаючи, потім повільно падають, розправивши крила і хвіст, після чого закривають їх і вертикально падають вниз, сідаючи наприкінці на камінь. Вони також співають, сидячи на землі і розправивши чуб. Крихітні жайворонки, як і інші представники родини, гніздяться в заглибині в землі або в піску, часто серед макових або тамариксових заростей. В кладці 3 сірувато-білих яйця. поцяткованих коричневими плямками. За пташенятами доглядають і самиці, і самці.